# Stephen Athipozhiyil
Stephen Athipozhiyil (Malayalam സ്റ്റീഫൻ അത്തിപ്പൊഴിയിൽ Sṟṟīphan Attippeāḻiyil; * 18. Mai 1944 in Chennavely, Kerala; † 9. April 2022 in Arthunkal) war ein indischer Geistlicher und römisch-katholischer Bischof von Alleppey.

## Leben
Stephen Athipozhiyil besuchte ab 1960 das Kleine Seminar Sacred Heart in Alleppey. Von 1963 bis 1969 studierte er Philosophie und Katholische Theologie am Päpstlichen Priesterseminar in Pune. Am 5. Oktober 1969 empfing Athipozhiyil in der Mount Carmel Cathedral in Alleppey durch den Bischof von Alleppey, Michael Arattukulam, das Sakrament der Priesterweihe.
Athipozhiyil war zunächst als Pfarrvikar in Omanappuzha sowie als Präfekt und Ökonom am Kleinen Seminar Sacred Heart in Alleppey tätig, bevor er 1982 dessen Rektor wurde. Daneben erwarb er 1982 an der University of Kerala in Trivandrum einen Master im Fach Philosophie. Von 1989 bis 1998 war Stephen Athipozhiyil Dozent, Studienpräfekt und Prokurator am Päpstlichen Priesterseminar St. Joseph in Aluva. Ab 1998 wirkte er erneut als Rektor des Kleinen Seminars in Alleppey. Außerdem gehörte er dem Konsultorenkollegium des Bistums Alleppey an und fungierte als Direktor des diözesanen Wohlfahrtsverbands.
Am 16. November 2000 ernannte ihn Papst Johannes Paul II. zum Koadjutorbischof von Alleppey. Der Bischof von Alleppey, Peter Michael Chenaparampil, spendete ihm am 11. Februar 2001 in der Mount Carmel Cathedral in Alappuzha die Bischofsweihe; Mitkonsekratoren waren der Erzbischof von Trivandrum, Maria Callist Soosa Pakiam, und der Bischof von Cochin, John Thattumkal SSC. Stephen Athipozhiyil wählte den Wahlspruch Renewing of mind and body („Erneuerung von Geist und Körper“). Am 9. Dezember 2001 wurde Stephen Athipozhiyil in Nachfolge von Peter Michael Chenaparampil, der aus Krankheitsgründen zurücktrat, Bischof von Alleppey. Im Kerala Catholic Bishops’ Council (KCBC) gehörte er der Kommission für Gerechtigkeit, Frieden und Entwicklungshilfe an. Ferner war er Vorsitzender der Kommission für die Scheduled Castes und Scheduled Tribes sowie die Other Backward Classes und stellvertretender Vorsitzender der Kommission für die charismatische Erneuerung.
Am 11. Oktober 2019 nahm Papst Franziskus das von Stephen Athipozhiyil aus Altersgründen vorgebrachte Rücktrittsgesuch an. Athipozhiyil starb am 9. April 2022 im Krankenhaus St. Sebastian in Arthunkal an den Folgen eines Herzinfarkts und wurde in der Mount Carmel Cathedral in Alappuzha beigesetzt.